# Cheshire Island
Cheshire Island ist eine 80 m lange und ebenso breite Insel im Archipel der Adelaide- und Biscoe-Inseln vor der Loubet-Küste des Grahamlands auf der Antarktischen Halbinsel. Sie liegt 25 m vor dem Rothera Point der Adelaide-Insel.
Das UK Antarctic Place-Names Committee benannte sie 2016. Namensgeber ist Alan Armstrong Cheshire (* 1955) vom British Antarctic Survey, Funker auf der Faraday- und der Rothera-Station von 1976 bis 1979.